# Zoe Perry
Zoe Perry (* 26. September 1983 in Chicago) ist eine US-amerikanische Schauspielerin. Sie ist bekannt für ihre Rolle der Mary Cooper in der Fernsehserie Young Sheldon.

## Karriere
Perrys Eltern sind die beiden Schauspieler Laurie Metcalf und Jeff Perry. Ihre ersten beiden Fernsehrollen waren die Auftritte als junge Jackie Harris, welche die von ihrer Mutter verkörperte Person war, in Rückblenden der ABC-Sitcom Roseanne. Ihre Eltern wollten aber nicht, dass sie in jungen Jahren als Schauspielerin arbeitet, da sie Stress vermeiden wollten. Perry sagte einmal, dass sie auf der High School zu schüchtern war, um zu schauspielern. An der Northwestern University begann sie, zu schauspielern, da sie es als Weg sah, nach ihrem Wechsel auf die Boston University Freunde zu finden.
Nach ihrem Abschluss zog Perry nach New York, um eine Anstellung beim Fernsehen zu finden. Sie spielte kleine Rollen in Serien wie Law & Order: Criminal Intent. Aufgrund von Heimweh zog sie zurück nach Kalifornien und begann am Theater zu spielen. 2013 spielte sie in The Other Place am Broadway an der Seite ihrer Mutter.
Perry wirkte 2016 in neun Episoden des ABC-Thrillers The Family mit. 2017 übernahm sie eine wiederkehrende Rolle an der Seite ihres Vaters im ABC-Politthriller Scandal. Im selben Jahr bekam sie die Rolle von Sheldon Coopers Mutter Mary in Young Sheldon, einem Spin-off der CBS-Sitcom The Big Bang Theory. Damit übernahm sie die Rolle, die ihre Mutter in der Stammserie spielt. 

## Filmografie (Auswahl)
- 1992, 1995: Roseanne (Fernsehserie, 2 Episoden)
- 2005: Allegretto ’75
- 2006: Criminal Intent – Verbrechen im Visier (Law & Order: Criminal Intent, Fernsehserie, Episode Der Brooklyn-Mord)
- 2006: Conviction (Fernsehserie, 2 Episoden)
- 2006, 2008, 2010: My Boys (Fernsehserie, 4 Episoden)
- 2007: Cold Case (Fernsehserie, Episode Gerechtigkeit)
- 2008: Private Practice (Fernsehserie, Episode Lieben und Sterben)
- 2008: Deception – Tödliche Versuchung (Deception)
- 2008: Das Mädchen mit dem Diamantohrring (The Loss of a Teardrop Diamond)
- 2009: Ave 43 (Fernsehserie, 2 Episoden)
- 2011: Turkey Bowl
- 2012: Grey’s Anatomy (Fernsehserie, Episode Große Schritte)
- 2013: Second Shot (Fernsehserie, Episode If It Ain’t Fixed, Don’t Break It)
- 2014: Cotton
- 2016: The Family (Fernsehserie, 9 Episoden)
- 2016: No Pay, Nudity
- 2016: NCIS (Fernsehserie, 2 Episoden)
- 2017: Liv und Maddie (Liv and Maddie, Fernsehserie, Episode Ein Zuhause für Eddie)
- 2017: Scandal (Fernsehserie, 9 Episoden)
- 2017–2024: Young Sheldon (Fernsehserie, 141 Episoden)
- seit 2024: Georgie & Mandy (Georgie & Mandy’s First Marriage, Fernsehserie)
- 2025: Die Conners (The Conners, Fernsehserie, 2 Episoden)

## Nominierung
Critics’ Choice Television Award
- 2019: Nominierung als „Beste Nebendarstellerin in einer Comedyserie“ für Young Sheldon